# 小野淳平
小野 淳平（おの じゅんぺい、1987年4月5日 - ）は、大分県大分市出身の元プロ野球選手（投手）。右投右打。

## 経歴

### プロ入り前
大分商業高等学校時代までは無名だったが、日本文理大学では体を作り、実戦を経験する中で潜在能力が引き出され、4年の大学選手権ベスト8進出するなど古川秀一と共に150km/hを記録する二本柱に成長した。
2009年度新人選手選択会議で読売ジャイアンツに5位で指名された。指名後、山下哲治スカウト部長は「直球の力は既に一軍で通用するレベル。決め球の変化球を覚えることが活躍につながる」と評価。本人も「最速155キロは超えたい。落ちる変化球を覚えて早く一軍で投げたい」と意欲を示した。

### 巨人時代

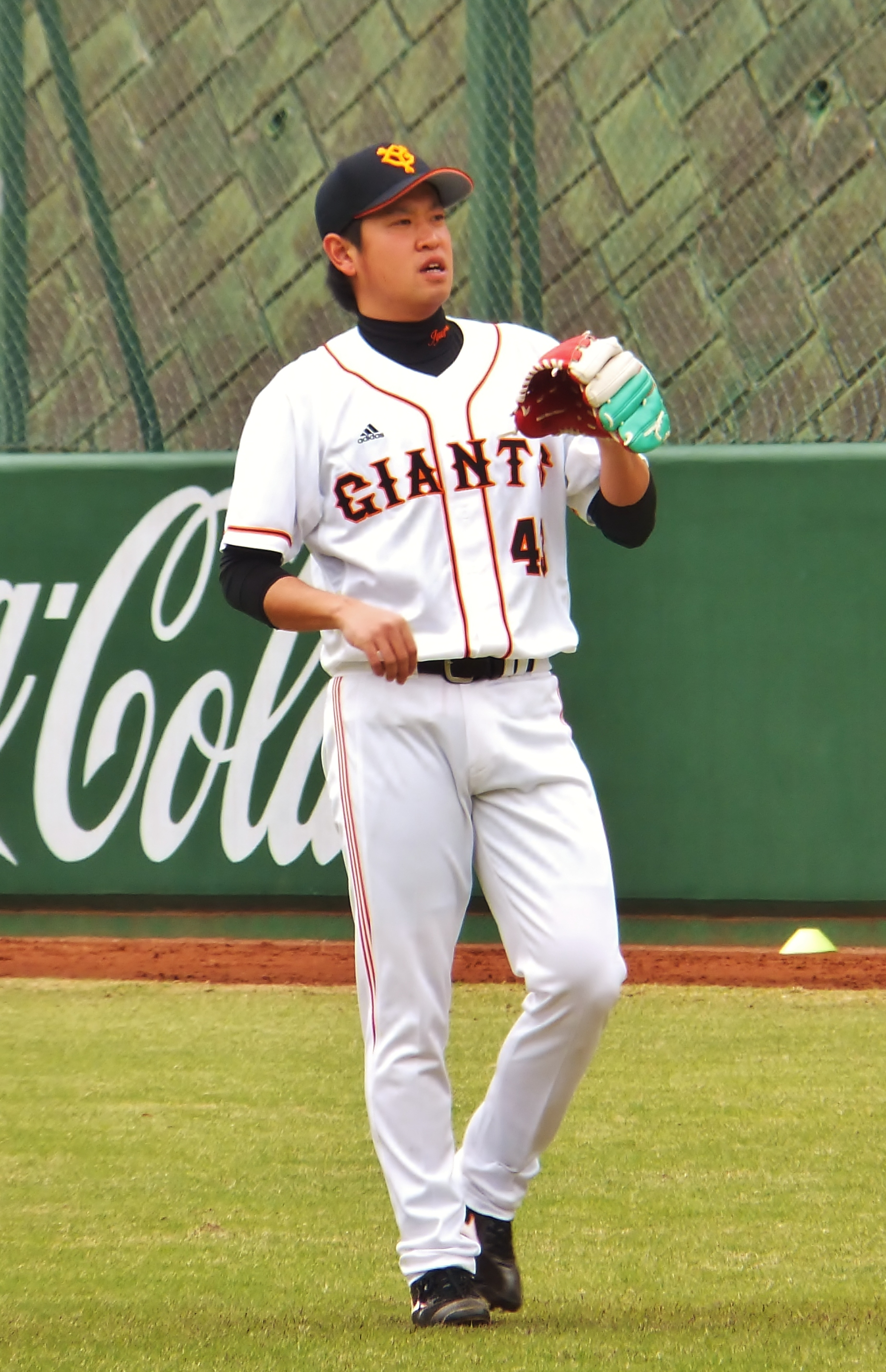
巨人時代（2012年4月21日）

2010年（1年目）は故障に苦しみ一軍登板はなかった。オフには豪州リーグに参加した。なお、この入団年の二軍監督は高校先輩の岡崎郁であった。
2011年から背番号が60に変更になった。同年5月10日の横浜ベイスターズ戦で一軍デビューすると、7月17日の東京ヤクルトスワローズ戦で初先発。5回2失点で初勝利を手にした。シーズン終了後にはプエルトリコで行われるウィンターリーグに派遣され、クライマックスシリーズのメンバーからは外れた。
2012年は背番号を43に再変更。一軍では9試合の登板で0勝に終わり、二軍でも防御率4点台後半と精彩を欠いた。

### 広島時代
2013年4月28日、青木高広との交換トレードが成立し、広島東洋カープへ移籍することが決まった。6月6日の千葉ロッテマリーンズ戦（尾道）で先発バリントンのアクシデントにより6回から登板し、2回を無失点に抑え、移籍後初勝利を挙げた。
2014年は防御率3.86と安定感を欠いたが22試合に登板した。
2017年は一軍登板がないまま、戦力外通告を受ける。12月2日、自由契約公示された。

### 引退後
2018年より古巣である巨人の打撃投手となった。2024年からは広報部所属となった。

## 選手としての特徴
140km/h台中盤の直球を軸にスライダーを交えた投球を見せる。2010年オフにはカーブの習得を試みている。

## 詳細情報

### 年度別投手成績
| 年 度     | 球 団     | 登 板 | 先 発 | 完 投 | 完 封 | 無 四 球 | 勝 利 | 敗 戦 | セ 丨 ブ | ホ 丨 ル ド | 勝 率 | 打 者 | 投 球 回 | 被 安 打 | 被 本 塁 打 | 与 四 球 | 敬 遠 | 与 死 球 | 奪 三 振 | 暴 投 | ボ 丨 ク | 失 点 | 自 責 点 | 防 御 率 | W H I P |
| --------- | --------- | ----- | ----- | ----- | ----- | -------- | ----- | ----- | -------- | ----------- | ----- | ----- | -------- | -------- | ----------- | -------- | ----- | -------- | -------- | ----- | -------- | ----- | -------- | -------- | ------- |
| 2011      | 巨人      | 14    | 7     | 0     | 0     | 0        | 2     | 2     | 0        | 0           | .500  | 218   | 48.0     | 62       | 4           | 13       | 0     | 2        | 33       | 2     | 0        | 20    | 20       | 3.75     | 1.56    |
| 2012      | 巨人      | 9     | 1     | 0     | 0     | 0        | 0     | 1     | 0        | 0           | .000  | 48    | 11.0     | 10       | 3           | 3        | 0     | 2        | 5        | 0     | 0        | 7     | 7        | 5.73     | 1.18    |
| 2013      | 広島      | 19    | 2     | 0     | 0     | 0        | 1     | 1     | 0        | 1           | .500  | 140   | 31.1     | 28       | 5           | 18       | 0     | 3        | 13       | 0     | 0        | 18    | 16       | 4.60     | 1.47    |
| 2014      | 広島      | 22    | 1     | 0     | 0     | 0        | 1     | 1     | 0        | 0           | .500  | 164   | 37.1     | 42       | 6           | 14       | 0     | 0        | 20       | 1     | 0        | 16    | 16       | 3.86     | 1.50    |
| 2016      | 広島      | 6     | 0     | 0     | 0     | 0        | 0     | 0     | 0        | 0           | .000  | 35    | 7.1      | 8        | 2           | 2        | 0     | 2        | 3        | 0     | 0        | 7     | 6        | 7.36     | 1.36    |
| 通算：5年 | 通算：5年 | 70    | 11    | 0     | 0     | 0        | 4     | 5     | 0        | 1           | .444  | 605   | 135      | 150      | 20          | 50       | 0     | 9        | 74       | 3     | 0        | 68    | 65       | 4.33     | 1.48    |

### 記録
投手記録
- 初登板：2011年5月10日、対横浜ベイスターズ4回戦（上毛新聞敷島球場）、7回表に3番手で救援登板・完了、3回1失点
- 初奪三振：同上、7回表に内藤雄太から空振り三振
- 初先発登板・初勝利・初先発勝利：2011年7月17日、対東京ヤクルトスワローズ14回戦（東京ドーム）、5回2失点
- 初ホールド：2013年7月2日、対中日ドラゴンズ10回戦（豊橋市民球場）、10回裏に6番手で救援登板、1回無失点

打撃記録
- 初安打・初打点：2011年7月31日、対東京ヤクルトスワローズ17回戦（明治神宮野球場）、2回表に増渕竜義から中前適時打

### 背番号
- 32（2010年）
- 60（2011年）
- 43（2012年 - 2013年途中）
- 47（2013年途中 - 2017年）
- 201（2018年 - 2023年）